# Monte Testaccio
Il monte Testaccio, popolarmente detto in romanesco anche monte de' cocci, è una collina artificiale di circa 36 m di altezza, situata a Roma, nell'omonimo XX rione, tra le mura aureliane e la sponda sinistra del Tevere.
Prende il suo nome dal latino mons testaceus, cioè «monte [fatto] di cocci» (da: testae, ossia «tegole», «anfore» o appunto «cocci»); si compone infatti di numerosi strati di cocci di oltre 53 milioni di anfore in terracotta – per lo più olearie – ordinatamente disposti lì in epoca romana lungo un arco di tempo di circa due secoli. Le anfore provenivano dal vicino porto fluviale sul Tevere.
Per tale ragione, il monte costituisce un sito archeologico unico nel suo genere.

## Descrizione
Il monte è alto circa 36 m sul piano stradale (54 s.l.m.) ha forma vagamente di triangolo scaleno per una superficie totale di circa 20 000 m² e presenta due distinte cime: la prima che sovrasta un pianoro orientato lungo l'asse nord/sud; la seconda, più alta, che campeggia sul crinale disposto verso nord est. Un pendio a ovest, più scosceso, presenta evidenti segni di asportazione di materiale. Vi sono andati formandosi vari sentieri e vi è anche una rampa – anticamente percorsa da carri – la quale si biforca all'angolo nord est e oggi prende il nome di: «salita Monte de' Cocci».
Calcoli approssimativi, che hanno anche tenuto conto della progressiva erosione e dell'asportazione nel passato di parte del materiale a fini costruttivi, hanno permesso di stimare in più di 53 milioni il numero di anfore i cui cocci nel tempo si sono accumulati fino a formare il colle artificiale, il quale si ritiene possa essere giunto anticamente a svettare fino a un'ottantina di metri.

## Storia
Il luogo fu adibito a discarica del prospiciente porto fluviale dell'Emporium a partire dal periodo augusteo fino alla metà del III secolo, quando tale impiego si ridusse progressivamente fino ad arrestarsi completamente.

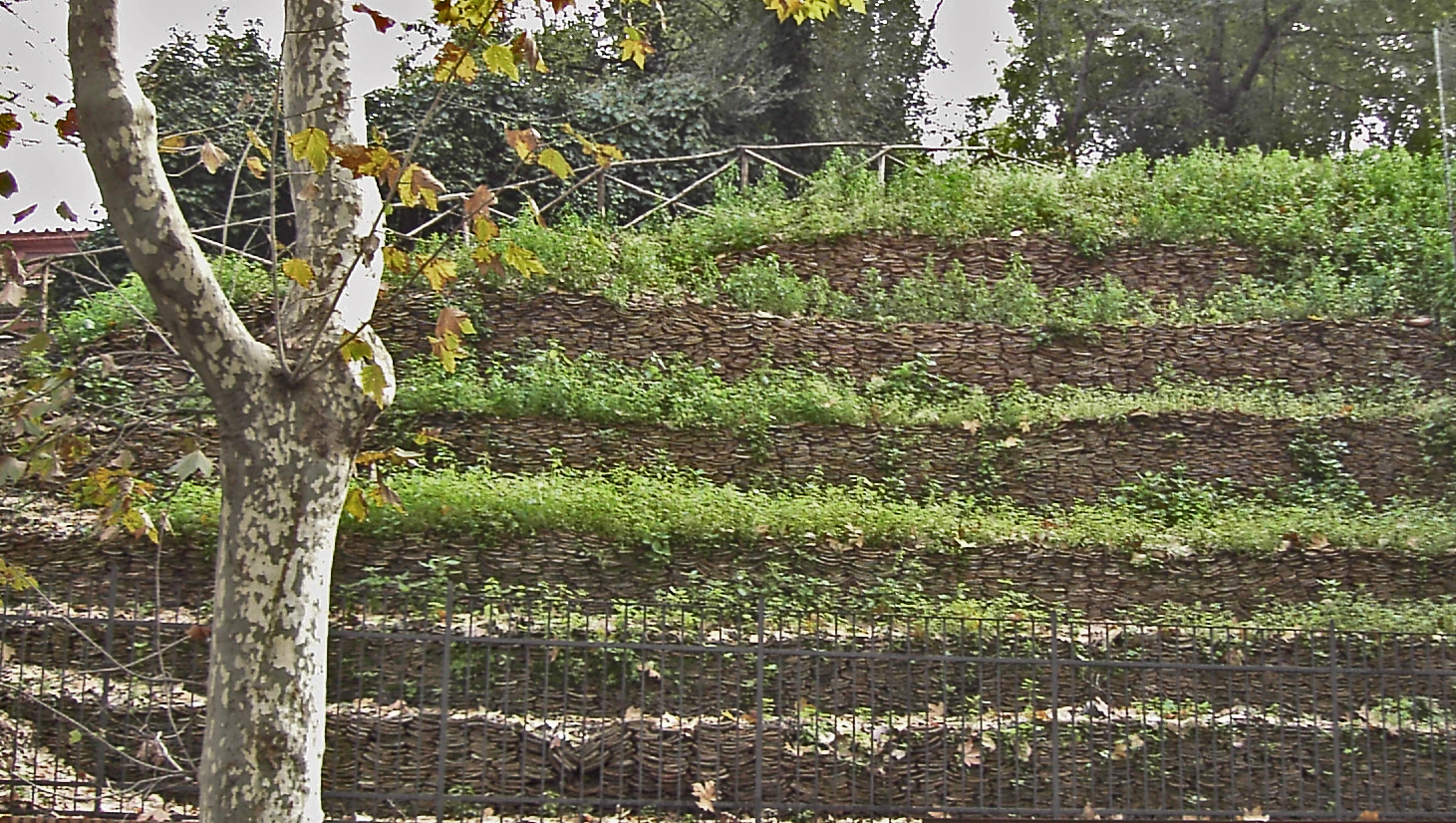
Sezione riordinata di strati di cocci.

L'origine del monte si deve al fatto che le anfore provenienti dal porto, una volta svuotate del contenuto venduto sul mercato capitolino, non potessero essere riutilizzate per altri generi alimentari in quanto non smaltate all'interno e che solo una piccola parte di esse venisse riciclata come materiale da costruzione: tutte le altre venivano perciò fracassate e i loro cocci ordinatamente accatastati in quello che, nell'arco di oltre due secoli, divenne un enorme cumulo innalzato poco lontano dai moli. L'ordine con cui i materiali risultano disposti, la presenza nel terreno di calce sparsa a intervalli regolari per attenuare il cattivo odore derivante dalla decomposizione dei residui alimentari e l'esistenza di un piano inclinato ben progettato che consentiva di giungere fino in cima a bordo di carri, lasciano supporre che la discarica fosse tutt'altro che improvvisata e affidata in gestione a curatores.
Per secoli i romani sfruttarono le proprietà isolanti dell'argilla per ricavare, alle pendici del colle, grotte al cui interno la temperatura si attesta tutto l'anno intorno ai 10 °C. I locali scavati tra i cocci vennero adibiti a cantine, dispense o stalle; a partire dal medioevo essi ospitarono osterie e, dall'epoca moderna e contemporanea, ristoranti e locali notturni.
In epoca medioevale sul monte si celebrava il carnevale, con giochi anche cruenti: vi si allestivano tauromachie e la più popolare "ruzzica de li porci": carretti di maiali vivi venivano spinti giù dalla collina e, quando essi si sfracellavano a valle, il popolo dava la caccia ai frastornati animali. Nel XV secolo, trasferito il carnevale in via Lata per volontà di papa Paolo II, il monte divenne punto di arrivo per la Via Crucis del Venerdì Santo, simboleggiando quindi il Golgota, come testimonia una croce ancor oggi infissa sulla cima.
Un esplicito riferimento a monte Testaccio è contenuto nella novella Il dottor Vetrata (El licenciado Vidriera) dello scrittore spagnolo Miguel de Cervantes, dalla raccolta Novelle esemplari (Novelas ejemplares) pubblicata nel 1613.
(Miguel de Cervantes, El licenciado Vidriera)
In seguito il monte divenne anche meta prediletta delle ottobrate, le feste romane che vedevano sfilare verso le osterie e le cantine del Testaccio carretti addobbati a festa dalle "mozzatore", cioè dalle donne che lavoravano come raccoglitrici d'uva nel periodo della vendemmia: tra canti, balli, gare di poesia, giochi e chiacchiere, ci si rinfrancava dal lavoro e si "innaffiava" il tutto con il vino dei Castelli Romani, anch'esso custodito nelle cantine scavate alle pendici del monte.
Il luogo, per la posizione rialzata, acquisì anche un ruolo strategico sul piano militare: durante l'assedio di Roma del 1849 vi fu posta una batteria di artiglieria che dall'alto prendeva agevolmente e insistentemente di mira i francesi accampati vicino alla Basilica di San Paolo fuori le mura. Analogamente durante la seconda guerra mondiale sulla cima fu installata una batteria antiaerea poggiata su basamenti di cemento i cui resti sono ancora presenti e visibili.

## Rilevanza storica e archeologica

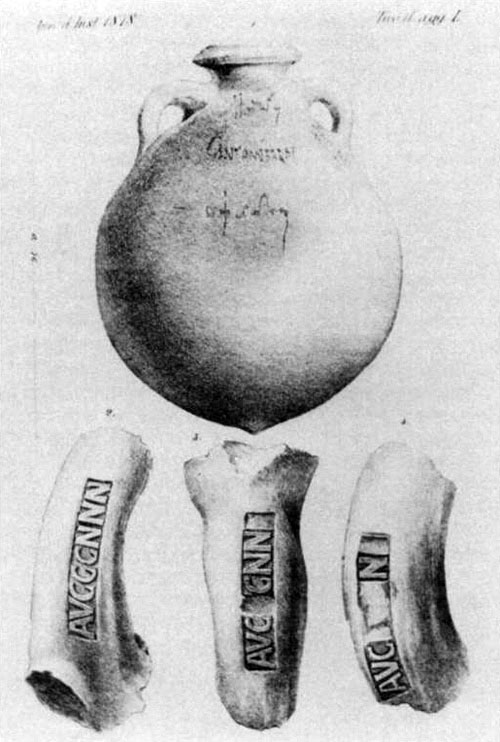
Ricostruzione di una delle anfore studiate da Heinrich Dressel, con evidenza dei tituli picti e dettaglio dei bolli impressi lungo i manici.

Per secoli il monte Testaccio fu ignorato dall'iconografia urbana, probabilmente poiché il suo impiego originario non era ritenuto meritevole di particolare menzione; il nome Testacium appare per la prima volta in un'iscrizione databile al VII secolo circa e conservata nel portico della chiesa romana di Santa Maria in Cosmedin. L'originario nome romano del sito è invece ignoto, sebbene alcuni studi identifichino il luogo con l'antico Vicus Mundiciei citato sulla Base Capitolina come parte della Regio XIII Aventinus, a sua volta corrispondente alla zona ove sorge il monte; il toponimo a sua volta potrebbe derivare da munditia, cioè «pulizia»: nel caso specifico, la raccolta e lo smaltimento dei rifiuti.
Da quando il luogo perse la sua funzione primigenia, l'origine del cumulo di cocci fu progressivamente dimenticata e su di essa sorsero varie improbabili leggende: una sosteneva ad esempio che i cocci fossero il risultato di errori di lavorazione delle vicine botteghe di vasai; un'altra che fossero resti di urne cinerarie traslate dai colombari della vicina via Ostiense; un'altra ancora che il monte si fosse formato con le macerie del grande incendio di Roma del 64 d.C.

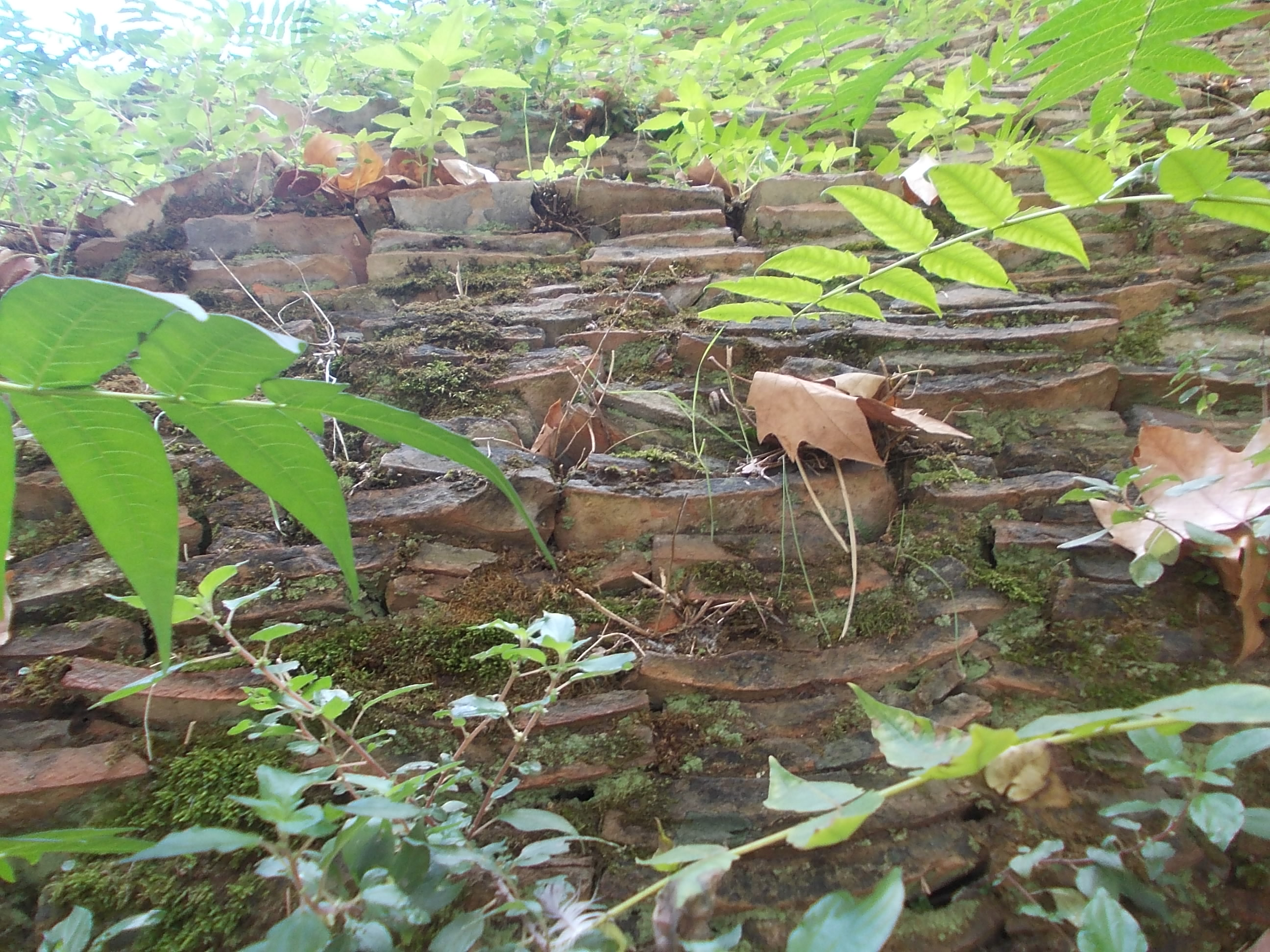
Particolare di alcuni strati di cocci.

Si dovette attendere il XVIII secolo perché al sito fosse riconosciuto un qualche valore storico: l'abitudine allora diffusa di prelevare materiale dal colle stava infatti minacciando l'agibilità dei locali ricavati alle sue pendici, tanto da muovere le autorità ad emettere, nel 1742, un editto a tutela «[...] di un'antichità così celebre». Al decreto si affiancò due anni dopo il divieto di pascolarvi armenti, con analoga motivazione.
Le prime organiche ricerche archeologiche sul monte furono condotte a partire dal 1873 da Heinrich Dressel cui si devono la valorizzazione storica del sito e un imponente lavoro di catalogazione dei cocci e di classificazione delle anfore. Scavi effettuati sul sito nel 1881 ricostruirono l'età approssimativa del rilievo e la provenienza stessa dei cocci; grazie infatti alle iscrizioni rinvenute su alcuni di essi fu possibile accertare che la maggior parte delle anfore proveniva dalle coste della Bizacena (nell'odierna Tunisia) e dalla Betica (oggi Andalusia); il reperto più antico fu datato all'anno 144 d.C., il più recente al 251.
Gli studi di Dressel e successivi consentirono di appurare che ogni anfora, sin dal momento della sua realizzazione, recava impresso un bollo del fabbricante e che su di essa, una volta riempita, erano tracciati con un pennello a calamo i cosiddetti tituli picti, ossia informazioni come il contenuto, il nome dell'esportatore, la data di spedizione, il luogo di provenienza e in taluni casi anche la destinazione. L'esame delle diverse tipologie di anfore nei vari strati e lo studio delle indicazioni di origine e contenuto costituirono fonte preziosa per ricostruire la storia del commercio a Roma.